# Награда „Душан Радовић”
Награда „Душан Радовић” установљена је 2021. године. Додељује се за књижевност за децу и омладину у оквиру свих жанрова у претходној години. Награда носи име чувеног српског писца, новинара, афористичара и ТВ уредника Душана — Душка Радовића. 

## Историјат
Награду су 2021. установили Град Београд и Библиотека града Београда. Додељује се за књигу објављену у прошлој години. Награда се састоји од уметничког рада Зорана Кузмановића, новчаног износа у динарској противвредности од 5.000 евра и дипломе. Свечано уручење Награде први пут приређено је у Старом двору.
Чланови жирија: Милош Радовић (председник), Зорица Хаџић и Зорана Опачић.
| „                                                      | Ове године навршава се сто година од рођења Душана Радовића, који није био само писац, новинар, афористичар и телевизијски уредник већ и хроничар Београда. Оснивање награде са његовим именом начин је да му се одужимо, одајући признање и доброј књижевности за децу. | ” |
| — Горан Весић, Награда „Душан Радовић” Дејану Алексићу | |   |

## Добитници
- 2021 — Дејан Алексић, за књигу Мало-мало па слон (ИК „Имам идеју”, Краљево 2021)[2]
- 2022 — Ана Петровић, за књигу Стрипотерапија (Креативни центар, Београд, 2022)[3]
- 2023 — Драгана Младеновић, за збирку песама Кад ствари пољуде (Креативни центар, Београд, 2023)[4]
- 2024 — Дамир Јоцић, за књигу Дечак и друга прича (Службени гласник, Београд, 2024)[5]